# Communauté de communes de la Vallée de la Bruche
La Communauté de communes de la Vallée de la Bruche est une communauté de communes française, située dans le département du Bas-Rhin et la région Grand Est.
Le territoire concerné est couramment et globalement dénommé la Vallée de la Bruche. Il est structuré par le relief et le cours de la  Bruche et de ses affluents.
Le site du Massif vosgien, inscrit au titre de la loi du 2 mai 1930, regroupe 14 Schéma de cohérence territoriale (SCOT) qui ont tout ou partie de leur territoire sur le périmètre du massif des Vosges.
Un des vingt-trois points géodésiques du Réseau de référence français se trouve dans la commune de Grandfontaine.

## Composition
La communauté de communes est composée des 26 communes suivantes :

| Nom                   | Code Insee | Gentilé         | Superficie (km2) | Population (dernière pop. légale) | Densité (hab./km2) |
| --------------------- | ---------- | --------------- | ---------------- | --------------------------------- | ------------------ |
| Schirmeck (siège)     | 67448      | Schirmeckois    | 11,42            | 2 081 (2022)                      | 182                |
| Barembach             | 67020      | Barembachois    | 9,92             | 829 (2022)                        | 84                 |
| Bellefosse            | 67026      | Bellefossois    | 7,34             | 170 (2022)                        | 23                 |
| Belmont               | 67027      |                 | 10,34            | 174 (2022)                        | 17                 |
| Blancherupt           | 67050      | Biatcherus      | 2,65             | 30 (2022)                         | 11                 |
| Bourg-Bruche          | 67059      | Bourg-Bruchois  | 15,02            | 380 (2022)                        | 25                 |
| La Broque             | 67066      | Broquois        | 23,07            | 2 577 (2022)                      | 112                |
| Colroy-la-Roche       | 67076      | Colirégiens     | 8,18             | 472 (2022)                        | 58                 |
| Fouday                | 67144      | Foudéens        | 2,05             | 345 (2022)                        | 168                |
| Grandfontaine         | 67165      |                 | 39,52            | 391 (2022)                        | 9,9                |
| Lutzelhouse           | 67276      | Lutzelhousois   | 28,58            | 1 921 (2022)                      | 67                 |
| Muhlbach-sur-Bruche   | 67306      | Muhlbachois     | 8,38             | 663 (2022)                        | 79                 |
| Natzwiller            | 67314      | Natzwillerois   | 7,29             | 526 (2022)                        | 72                 |
| Neuviller-la-Roche    | 67321      | Neuvillerois    | 9,19             | 331 (2022)                        | 36                 |
| Plaine                | 67377      | Piennerés       | 22,84            | 983 (2022)                        | 43                 |
| Ranrupt               | 67384      | Ranruptois      | 14,68            | 308 (2022)                        | 21                 |
| Rothau                | 67414      | Rothauquois     | 3,88             | 1 481 (2022)                      | 382                |
| Russ                  | 67420      | Stéphanois      | 11,55            | 1 233 (2022)                      | 107                |
| Saales                | 67421      | Saalois         | 9,88             | 827 (2022)                        | 84                 |
| Saint-Blaise-la-Roche | 67424      | Saint-Blaisiens | 2,39             | 243 (2022)                        | 102                |
| Saulxures             | 67436      |                 | 12,84            | 505 (2022)                        | 39                 |
| Solbach               | 67470      | Solbachois      | 2,79             | 106 (2022)                        | 38                 |
| Urmatt                | 67500      | Urmattois       | 13,83            | 1 476 (2022)                      | 107                |
| Waldersbach           | 67513      | Waldersbachois  | 3,37             | 120 (2022)                        | 36                 |
| Wildersbach           | 67531      | Wildersbachois  | 3,3              | 284 (2022)                        | 86                 |
| Wisches               | 67543      | Wischois        | 19,25            | 2 061 (2022)                      | 107                |

## Historique
La communauté a été créée le 1er janvier 2000, sous le nom de communauté de communes de la Haute-Bruche, succédant à un district créé en 1991, qui faisait lui-même suite au SIVOM de la Haute-Bruche créé en 1980.
Le 1er janvier 2012, Urmatt intègre la Communauté de communes, à la suite de la loi du 16 décembre 2010 portant obligation à toute commune non intégrée de rejoindre une Communauté de Communes.
En 2012, l'intercommunalité prend le nom de Communauté de communes de la Vallée de la Bruche à la suite d'une modification de ses statuts et de l'extension de ses compétences .

## Transports
La communauté de communes est devenue autorité organisatrice de la mobilité (AOM).

### Impact énergétique et climatique

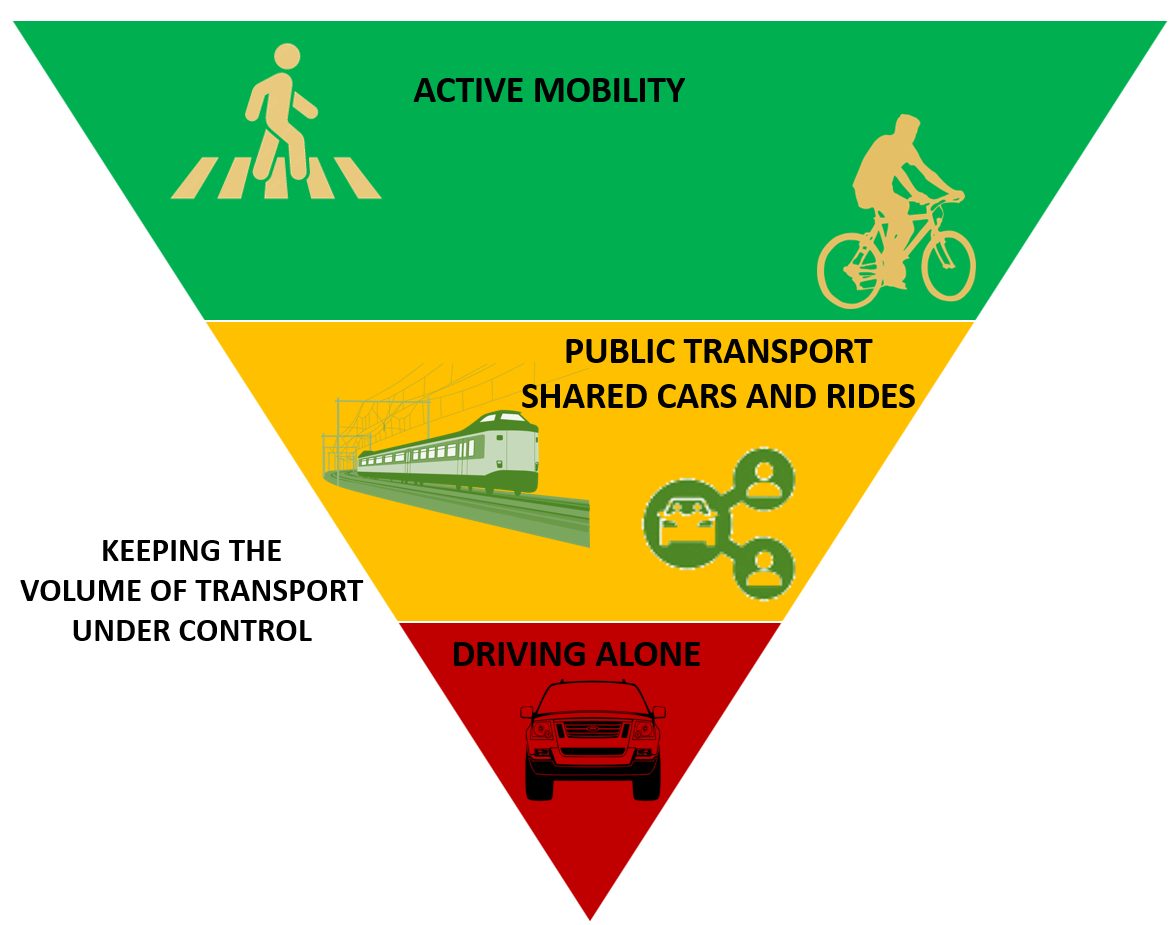
Pyramide de la mobilité, proposée par le projet européen Share North.

| -                              | Transports routiers | Autres transports |
| ------------------------------ | ------------------- | ----------------- |
| Carburant (GWh)                | 97                  | 2                 |
| Électricité (GWh)              | 0                   | 0                 |
| Gaz à effet de serre (ktéqCO2) | 24                  | 1                 |

## Énergie et climat
Dans le cadre du schéma régional d'aménagement, de développement durable et d'égalité des territoires (SRADDET) du Grand Est, ATMO Grand Est tient à jour les statistiques énergétiques  des établissements publics de coopération intercommunale de la collectivité européenne d'Alsace sous forme de diagramme de flux.
L'énergie finale annuelle, consommée en 2020, est exprimée en gigawatts-heures,.
| -                          | GWh |
| -------------------------- | --- |
| Électricité                | 156 |
| Carburants ou combustibles | 520 |
| Chaleur primaire           | 20  |

L'énergie produite en 2020 est également exprimée en gigawatts-heures.
| -                          | GWh |
| -------------------------- | --- |
| Électricité                | 9   |
| Carburants ou combustibles | 411 |
| Chaleur primaire           | 20  |

Les gaz à effet de serre sont exprimés en kilotonnes équivalent CO2.
| -                     | ktéqCO2 |
| --------------------- | ------- |
| Liées à l'énergie     | 67      |
| Non liées à l'énergie | 8       |